# 加桑
加桑（法語：Gassin，法語發音：[ɡasɛ̃]）是法国普罗旺斯-阿尔卑斯-蓝色海岸大区瓦尔省的一个市镇，属于德拉吉尼昂区。

## 地理
加桑（43°13'43"N, 6°35'7"E）面积24.74 平方千米，位于法国普罗旺斯-阿尔卑斯-蓝色海岸大区瓦尔省，该省份为法国东南部沿海省份，北起上普罗旺斯阿尔卑斯省，西北角与沃克吕兹省接壤，西接罗讷河口省，南濒地中海，东临滨海阿尔卑斯省。
与加桑接壤的市镇（或旧市镇、城区）包括：圣特罗佩、科戈兰、拉克鲁瓦瓦尔梅、拉马蒂埃勒。

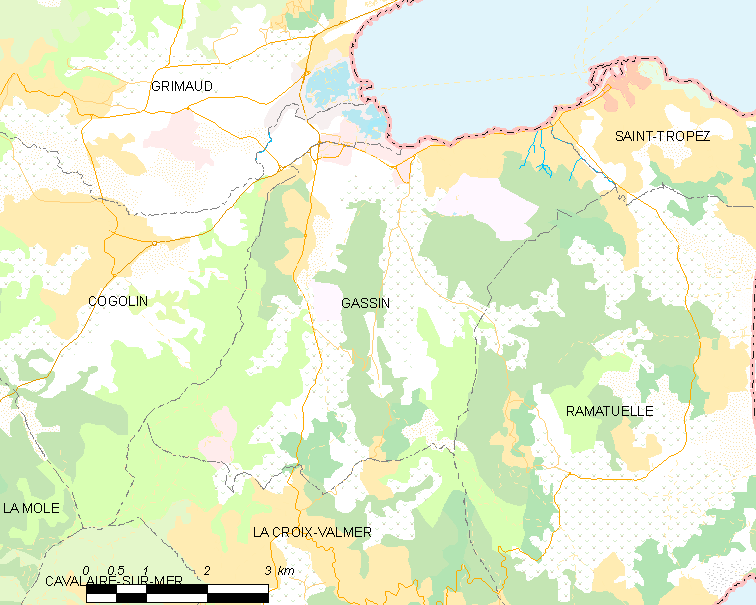
加桑的OSM定位图

加桑的时区为UTC+01:00、UTC+02:00（夏令时）。

## 行政
加桑的邮政编码为83580，INSEE市镇编码为83065。

## 政治
加桑所属的省级选区为圣马克西姆县。

## 人口

1962-2008年间加桑人口变化图示

加桑于2022年1月1日时的人口数量为2674人。